# Giltinė

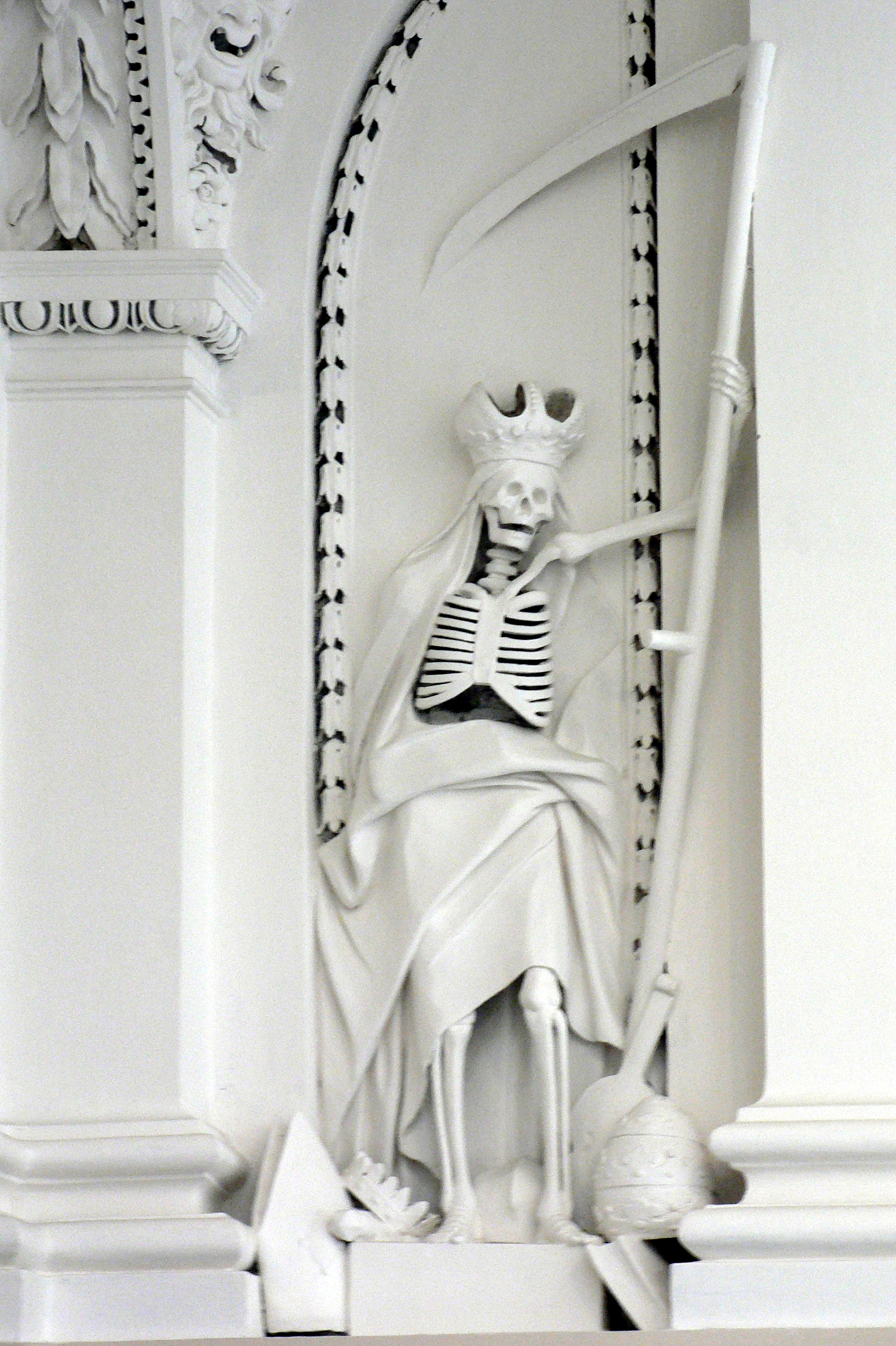
Giltinė, Skulptur in der Kirche St. Peter und Paul in Vilnius.

Giltinė ist in der litauischen Mythologie die Todesgöttin. Der Name leitet sich vom Verb gelti „stechen“ ab.
Giltinė wird erstmals von Matthäus Prätorius genannt, der ihr eine Dienerin, Magyla, zuschrieb, welche aber wohl zu den Pseudogottheiten zu rechnen ist.
In der Folklore wird Giltinė als weiße Frau beschrieben, die mit ihrer langen Zunge Menschen zu Tode sticht. Hunde künden ihr Nahen mit Bellen und Winseln an. Da sie Wasser nicht überqueren kann, wurde darauf geachtet, dass ein Bach zwischen dem Friedhof und dem Dorf liegt.